# 仓田保昭
仓田保昭（日语：／ Kurata Yasuaki，1946年3月20日—），日本動作片演员、武道家，具有空手道松涛流七段、柔道三段、合气道二段資格。

## 生平
成長於日本茨城县，父親经营纺织品业，六歲那年開始跟父親學空手道，父親教導時絕不留情，認為與其將來被人打，不如由為父的先打，從中學會保護自己，可是當時年紀小不明白，很不喜歡被父親打的感覺，有一段時間甚至不肯再學，直到十二歲，父親另外找一位師傅教他，才開始正式學空手道。高中就读於東京海城中学校・高等学校，大学就读于日本大學藝術學部演戲學科。毕业后在朋友的邀请下，成为东映表演研修所一期生，1966年，于《丸出日太夫》真人版首次亮相。
1971年，在香港邵氏兄弟于日本帝国饭店举行的试镜中被选中，参演张彻执导的动作片《恶客》，作为反派演员大显身手。1972年底，加入香港嘉禾电影公司，参与李小龙担任武术顾问的《麒麟掌》，并与梁小龙合作《神龙小虎闯江湖》《香港小教父》等片，恰逢功夫片热潮兴起，其担任了香港和日本多部动作电影的主演，1974年，首度主演东京12频道（现东京电视台）动作电视剧《神拳飞龙》。1975年起，在长篇系列电视剧《猛龙特警队》中出演刑警草野泰明，是其在日本本土最知名的角色之一。
1980年代后，在洪金宝邀请下，仓田保昭主力在香港影坛发展，特别是其在1994年电影《精武英雄》中饰演饰演日本武学高手船越文夫，与李连杰饰演的陈真在戏中蒙眼对决一幕，成为华语动作片的经典场面。
2018年，倉田保昭憑電影《蕩寇風雲》中熊澤副將一角獲得第24屆香港電影評論學會大獎最佳男演員，是該獎項首位日本籍影帝。

## 作品

### 電視劇
- 柔道一直线（1969 - 1971）
- 猛龍特警隊（1975 - 1982）
- 德川家康（1983）
- 飛花逐月（台灣華視，1985）
- 天下第一（2005）
- 牙狼＜GARO＞～照亮黑暗的人～（2013）
- 冒险王卫斯理（2018）
- 打天下（2020）
- 天目危機（2021）
- 打天下2（2024）

### 电影
- 激動的昭和史 軍閥（1970）
- 続・拳撃 悪客（1972）
- 猛虎下山（1973）
- 英雄本色（1973）
- 麒麟掌（1973）
- 神龍小虎闖江湖（1973）
- 怒髮衝冠（1973）
- 大小通吃（1973）
- 雙面女煞星（1973）
- 虎拳（1973）
- 香港小教父（1974）
- 大追踪（1975）
- 方世玉大破梅花樁（1977）
- 中華丈夫（1978）
- 懲罰（1979）
- 情劫（1980）
- 忍術（1981）
- 猫头鹰（1981）
- 霍元甲（1982）
- 最佳拍档之大显神通（1983）
- 夏日福星（1985）
- Mishima: A Life In Four Chapters（日语：Mishima: A Life In Four Chapters）（1985）
- 富贵列车（1986）
- 東方禿鷹（1986）
- 歡樂龍虎榜（1986）
- 原振俠與衛斯理（1987）
- 金裝大酒店（1988）
- 最後一擊（1989）
- 极道追踪（1991）飾 石川
- 精武英雄（1994）飾 船越文夫
- 中華賭俠（2000）飾 鐵男
- 暗斗（2001）
- 夕陽天使（2002）
- 幽冥武士（2002）
- 安娜與武林 (2003)
- 轟轟戰隊冒險者 THE MOVIE 最強的密寶（2006）飾 明石虹一
- 新宿事件 (2009)
- 血戰：最後的吸血鬼 (2009年真人版電影)
- 精武风云·陈真（2010）
- 大上海（2012）
- 狂獸（2017）
- 空手道（2017）
- 絕世高手（2017）
- 蕩寇風雲（2017）
- 追捕（2017）
- 黃金兄弟（2018）
- 胖子行動隊（2018）